# The Three Sisters (film, 1966)

The Three Sisters est un film américain réalisé par Paul Bogart et sorti en 1966.

## Synopsis
Au début du 20e siècle, trois sœurs résidant avec leur frère dans une petite ville russe du début du siècle, rêvent de pouvoir retourner vivre à Moscou, retrouver leur ancienne vie.

## Fiche technique
- Réalisation : Paul Bogart
- Scénario : Randall Jarrell d'après la pièce Les Trois Sœurs d'Anton Tchekhov
- Société de production : The Actors Studio
- Production : Ely A. Landau
- Photographie : Charles Reinhard
- Format : noir et blanc
- Durée : 168 minutes
- Date de sortie :

## Distribution
- Geraldine Page : Olga
- Shelley Winters : Natalya
- Kim Stanley : Masha
- Sandy Dennis : Irina
- Kevin McCarthy : Vershinin
- Gerald Hiken : Andrei
- David Paulsen : Roday
- Albert Paulsen : Kulygin
- Luther Adler : Chebutykin
- James Olson : Baron Tuzenbach
- Robert Loggia : Solyony
- John Harkins : Fedotik
- Salem Ludwig : Ferapont
- Tamara Daykarhanova : Anfisa